# Santenay (Loir i Cher)
Santenay és un municipi francès, situat al departament del Loir i Cher i a la regió de Centre – Vall del Loira. L'any 2007 tenia 265 habitants.

## Demografia

### Població
El 2007 la població de fet de Santenay era de 265 persones. Hi havia 108 famílies, de les quals 20 eren unipersonals (8 homes vivint sols i 12 dones vivint soles), 40 parelles sense fills, 24 parelles amb fills i 24 famílies monoparentals amb fills.
La població ha evolucionat segons el següent gràfic:
Habitants censats

### Habitatges
El 2007 hi havia 140 habitatges, 112 eren l'habitatge principal de la família, 10 eren segones residències i 19 estaven desocupats. 136 eren cases i 3 eren apartaments. Dels 112 habitatges principals, 97 estaven ocupats pels seus propietaris, 13 estaven llogats i ocupats pels llogaters i 2 estaven cedits a títol gratuït; 7 tenien dues cambres, 23 en tenien tres, 30 en tenien quatre i 52 en tenien cinc o més. 74 habitatges disposaven pel capbaix d'una plaça de pàrquing. A 47 habitatges hi havia un automòbil i a 60 n'hi havia dos o més.

### Piràmide de població
La piràmide de població per edats i sexe el 2009 era:
| Homes | Edats   | Dones |
| ----- | ------- | ----- |
| 0     | 95 o +  | 0     |
| 0     | 90 a 94 | 0     |
| 0     | 85 a 89 | 4     |
| 4     | 80 a 84 | 0     |
| 0     | 75 a 79 | 8     |
| 8     | 70 a 74 | 8     |
| 8     | 65 a 69 | 4     |
| 12    | 60 a 64 | 20    |
| 8     | 55 a 59 | 8     |
| 4     | 50 a 54 | 12    |
| 12    | 45 a 49 | 0     |
| 20    | 40 a 44 | 8     |
| 12    | 35 a 39 | 4     |
| 4     | 30 a 34 | 20    |
| 0     | 25 a 29 | 8     |
| 8     | 20 a 24 | 0     |
| 8     | 15 a 19 | 0     |
| 8     | 10 a 14 | 16    |
| 8     | 5 a 9   | 12    |
| 0     | 0 a 4   | 8     |

## Economia
El 2007 la població en edat de treballar era de 157 persones, 120 eren actives i 37 eren inactives. De les 120 persones actives 115 estaven ocupades (59 homes i 56 dones) i 5 estaven aturades (3 homes i 2 dones). De les 37 persones inactives 22 estaven jubilades, 7 estaven estudiant i 8 estaven classificades com a «altres inactius».

### Ingressos
El 2009 a Santenay hi havia 114 unitats fiscals que integraven 274 persones, la mediana anual d'ingressos fiscals per persona era de 18.766 €.

### Activitats econòmiques
Dels 5 establiments que hi havia el 2007, 3 eren d'empreses de construcció i 2 d'empreses de serveis.
Dels 4 establiments de servei als particulars que hi havia el 2009, 1 era un paleta, 1 fusteria, 1 electricista i 1 agència immobiliària.
L'any 2000 a Santenay hi havia 24 explotacions agrícoles que ocupaven un total de 2.034 hectàrees.

## Poblacions més properes
El següent diagrama mostra les poblacions més properes.